# Klaus Thunemann
Klaus Thunemann (* 19. April 1937 in Magdeburg) ist ein deutscher Fagottist. 

## Leben
Nach dem Studium an der Hochschule für Musik in Berlin bei Willy Fugmann erhielt er Engagements als Solo-Fagottist beim Sinfonieorchester Münster und zwischen 1962 und 1978 beim NDR Sinfonieorchester in Hamburg. Beim 14. Internationalen Musikwettbewerb der ARD 1965 gewann er den Preis für Fagott. Nach Lehrtätigkeit an der Hochschule für Musik und Theater Hannover seit 1978 wurde er 1997 Professor an der Hochschule für Musik „Hanns Eisler“ Berlin. Während seiner Zeit als Professor ermöglichte Thunemann unzähligen Schülern bedeutende Positionen in Orchestern im In- und Ausland (Berliner Philharmoniker, Concertgebouw-Orchester, Symphonieorchester des Bayerischen Rundfunks und viele andere). Im Sommer 2005 wurde er emeritiert. Seit 2008 ist er Professor an der Escuela Superior de Música Reina Sofía in Madrid. An der Barenboim-Said-Akademie gehörte er als Professor für Kammermusik dem Lehrkörper an.
Thunemann arbeitete als Solist mit allen bedeutenden Dirigenten und Orchestern sowie als Kammermusiker mit Künstlern wie Heinz Holliger und András Schiff. Es liegen zahlreiche Einspielungen von ihm vor; 1974 arbeitete er auch im Bereich des Jazz (Michael Naura Vanessa). Im Jahre 2006 erhielt Klaus Thunemann für sein langjähriges Wirken als Künstler und Pädagoge das Bundesverdienstkreuz. Als 2012 das Fagott zum Instrument des Jahres ernannt wurde, fungierte er als Schirmherr für das Projekt.
Schüler von ihm sind unter anderem Sergio Azzolini, Dag Jensen, Gustavo Nunez, Nikolaus Maler und Stefan Schweigert.

## Publikationen
- Vom Schüler zum Künstler – oder: Die Tonleiter ist kein Gymnastikgerät. In: ‘rohrblatt – Die Zeitschrift für Oboe, Klarinette, Fagott und Saxophon. Band 7, Nr. 3, 1992, ISSN 0944-0291, S. 145–149.
- Wie früher die Tasche des Postboten. Probleme des Fagottspiels. In: ‘rohrblatt – Die Zeitschrift für Oboe, Klarinette, Fagott und Saxophon. Band 11, Nr. 1, 1995, ISSN 0944-0291, S. 6–8.